# Internet Printing Protocol
Pour les articles homonymes, voir IPP.
En informatique, Internet Printing Protocol (protocole d'impression Internet) ou IPP, définit un protocole standard pour l'impression et ce qui s'y rattache, comme les files d'attente d'impression, la taille des médias, la résolution, etc.
Comme tous les protocoles basés sur IP, IPP peut être utilisé localement ou sur l'Internet vers des imprimantes à des centaines ou des milliers de kilomètres. Toutefois, au contraire d'autres protocoles, IPP supporte les contrôles d'accès comme l'authentification et le chiffrement, le rendant ainsi plus sécurisé que d'autres solutions plus anciennes.
Le protocole LPD/LPR (Line Printer Daemon / Remote protocol ), bien que nettement plus simple que IPP, a pu être étendu pour atteindre les mêmes fonctionnalités (telle l'authentification). C'est ce qui fait dire que la mise en œuvre de IPP, parce qu'il encapsule son protocole dans le protocole HTTP est plus complexe à programmer (on parle de surcharge de protocoles). À sa décharge, on peut dire qu'un état complet des imprimantes et travaux d'impressions est accessible sur un serveur Web intégré.
IPP est le résultat de concertation des sociétés Novell, Xerox, Lexmark, HP et Microsoft entre 1996 et 1999 pour la première version.

## Mise en œuvre
Les RFC concernant le Protocole d'impression Internet :
- RFC 2567 – Design Goals for an Internet Printing Protocol
- RFC 2568 – Rationale for the Structure and Model and Protocol for the Internet Printing Protocol
- RFC 2569 – Mapping between LPD and IPP Protocols
- RFC 2910 – Internet Printing Protocol/1.1: Encoding and Transport
- RFC 2911 – Internet Printing Protocol/1.1: Model and Semantics

« IPP Everywhere » est une évolution du protocole, publiée en 2013. Il fournit une base de référence commune pour les imprimantes afin de prendre en charge l'impression dite "sans pilote" à partir de périphériques clients. Elle s'appuie sur IPP et précise des règles supplémentaires d'interopérabilité, telles qu'une liste des formats de documents que les imprimantes doivent prendre en charge. Un manuel et une suite d'outils d'autocertification correspondants ont été publiés en 2016, permettant aux fabricants d'imprimantes et aux implémenteurs de serveurs d'impression de certifier leurs solutions par rapport à la spécification publiée et d'être répertoriés sur la page des imprimantes IPP Everywhere gérée par le Printer Working Group. Le gros avantage de cette évolution est d'éviter d'avoir des pilotes d'imprimantes spécifiques à un système d'exploitation. Normalement, les imprimantes compatibles (la grande majorité dès la seconde moitié des années 2010, et la totalité dès la fin des années 2010) n'ont plus besoin de pilotes spécifiques, permettant ainsi l'installation plug and play sur n'importe quelle version de Windows, Linux ou BSD. En 2021, cette extension ne fonctionne par contre pas pour les scanners des multifonctions, qui nécessitent encore un pilote spécialisé. Mais des projets d'extension aux scanners sont en cours.